# Two Daughters of Eve
Two Daughters of Eve er en amerikansk stumfilm fra 1912 af D. W. Griffith.

## Medvirkende
- Henry B. Walthall
- Claire McDowell
- Florence Geneva
- Gertrude Bambrick
- Elmer Booth